# Родригес да Фонсека, Эйтор
Эйтор Родригес да Фонсека (порт. Heitor Rodrigues da Fonseca; род. 5 ноября 2000, Пелотас, Риу-Гранди-ду-Сул) — бразильский футболист, защитник клуба «Интернасьонал», выступающий на правах аренды за клуб «Ферровиария Араракуара».

## Биография
Воспитанник футбольной академии клуба «Интернасьонал». В основном составе «Интера» дебютировал 14 июля 2019 года в матче бразильской Серии A против «Атлетико Паранаэнсе».